# Hirtodrosophila albiventer
Hirtodrosophila albiventer är en tvåvingeart som först beskrevs av Mcevey och Bock 1982.  Hirtodrosophila albiventer ingår i släktet Hirtodrosophila och familjen daggflugor. Inga underarter finns listade i Catalogue of Life.